# Liste der Bodendenkmale in Sierksdorf
In der Liste der Bodendenkmale in Sierksdorf sind die Bodendenkmale der Gemeinde Sierksdorf nach dem Stand der Bodendenkmalliste des Archäologischen Landesamts Schleswig-Holstein von 2016 aufgelistet. Die Baudenkmale sind in der Liste der Kulturdenkmale in Sierksdorf aufgeführt.
| Denkmal-ID           | Befundart               | Bezeichnung                                     | Zeitstellung                 | Lage | Bemerkungen | Bild |
| -------------------- | ----------------------- | ----------------------------------------------- | ---------------------------- | ---- | ----------- | ---- |
| aKD-ALSH-Nr. 002 196 | Grabmal > Grabhügel     | Grabhügel                                       | Vor- und/oder Frühgeschichte |      |             |      |
| aKD-ALSH-Nr. 002 197 | Grabmal > Grabhügel     | Grabhügel                                       | Vor- und/oder Frühgeschichte |      |             |      |
| aKD-ALSH-Nr. 002 198 | Grabmal > Grabhügel     | Grabhügel                                       | Vor- und/oder Frühgeschichte |      |             |      |
| aKD-ALSH-Nr. 002 199 | Befestigung > Burg      | Burg/Motte/Ringwall/Turmhügel „Süseler Schanze“ | Mittelalter                  |      |             |      |
| aKD-ALSH-Nr. 002 200 | Grabmal > Grabhügel     | Grabhügel                                       | Vor- und/oder Frühgeschichte |      |             |      |
| aKD-ALSH-Nr. 002 201 | Grabmal > Grabhügel     | Grabhügel                                       | Vor- und/oder Frühgeschichte |      |             |      |
| aKD-ALSH-Nr. 002 202 | Grabmal > Grabhügel     | Grabhügel                                       | Vor- und/oder Frühgeschichte |      |             |      |
| aKD-ALSH-Nr. 002 203 | Grabmal > Grabhügel     | Grabhügel                                       | Vor- und/oder Frühgeschichte |      |             |      |
| aKD-ALSH-Nr. 002 204 | Grabmal > Grabhügel     | Grabhügel                                       | Vor- und/oder Frühgeschichte |      |             |      |
| aKD-ALSH-Nr. 002 205 | Grabmal > Grabhügel     | Grabhügel                                       | Vor- und/oder Frühgeschichte |      |             |      |
| aKD-ALSH-Nr. 002 206 | Grabmal > Grabhügel     | Grabhügel                                       | Vor- und/oder Frühgeschichte |      |             |      |
| aKD-ALSH-Nr. 002 207 | Grabmal > Grabhügel     | Grabhügel                                       | Vor- und/oder Frühgeschichte |      |             |      |
| aKD-ALSH-Nr. 002 208 | Grabmal > Grabhügel     | Grabhügel                                       | Vor- und/oder Frühgeschichte |      |             |      |
| aKD-ALSH-Nr. 002 209 | Grabmal > Langbett      | Langbett/Steinreihe                             | Neolithikum                  |      |             |      |
| aKD-ALSH-Nr. 002 210 | Grabmal > Großsteingrab | Steinkammer                                     | Neolithikum                  |      |             |      |
| aKD-ALSH-Nr. 002 211 | Grabmal > Langbett      | Langbett/Steinreihe                             | Neolithikum                  |      |             |      |
| aKD-ALSH-Nr. 002 212 | Grabmal > Grabhügel     | Grabhügel                                       | Vor- und/oder Frühgeschichte |      |             |      |
| aKD-ALSH-Nr. 002 213 | Grabmal > Großsteingrab | Steinkammer                                     | Neolithikum                  |      |             |      |